# Kinsarvik (Schiff)
Die Kinsarvik ist eine Doppelendfähre der norwegischen Reederei Boreal Sjø.

## Geschichte
Die Fähre wurde unter der Baunummer 540 auf der Werft Oma Baatbyggeri in Stord gebaut und am 9. Juli 2019 abgeliefert.
Sie ist nach der ehemaligen norwegischen Kommune Kinsarvik benannt.
Das Schiff verkehrt auf der Strecke zwischen Kinsarvik und Utne. Die Fährverbindung wird seit dem 1. Januar 2020 von Boreal Sjø betrieben.

## Technische Daten und Ausstattung
Das Schiff ist mit einem Hybridantrieb aus Elektro- und dieselelektrischem Antrieb ausgerüstet. Im Normalbetrieb wird das Schiff elektrisch angetrieben. Dafür stehen zwei Elektromotoren mit jeweils 250 kW Leistung zur Verfügung, die auf zwei Propellergondeln wirken. Die Elektromotoren werden aus zwei Akkumulatorbänken mit einer Kapazität von jeweils 373 kWh gespeist.
Für den Notbetrieb stehen zwei von Scania-Dieselmotoren des Typs DI09 074M mit jeweils 269 kW Leistung angetriebene Generatoren zur Verfügung.
Die Fähre ist als Katamaran ausgelegt. Auf den beiden Rümpfen ist das durchlaufende Fahrzeugdeck aufgesetzt. Das Fahrzeugdeck ist über Rampen an beiden Enden zugänglich. Außerdem befinden sich an beiden Enden der Fähre nach oben aufklappbare Visiere. Auf einer Seite der Fähre befindet sich ein Aufenthaltsraum für die Passagiere. Das Fahrzeugdeck ist im mittleren Bereich der Fähre mit dem Steuerhaus überbaut. Die nutzbare Durchfahrtshöhe beträgt 4,5 Meter. Die Fähre kann 16 Pkw und 80 Fahrgäste befördern.